# Municipio de Western Mound
El municipio de Western Mound (en inglés: Western Mound Township) es un municipio ubicado en el condado de Macoupin en el estado estadounidense de Illinois. En el año 2010 tenía una población de 272 habitantes y una densidad poblacional de 2,99 personas por km².

## Geografía
El municipio de Western Mound se encuentra ubicado en las coordenadas 39°18′23″N 90°5′23″O / 39.30639, -90.08972. Según la Oficina del Censo de los Estados Unidos, el municipio tiene una superficie total de 90.96 km², de la cual 90,64 km² corresponden a tierra firme y (0,35 %) 0,32 km² es agua.

## Demografía
Según el censo de 2010, había 272 personas residiendo en el municipio de Western Mound. La densidad de población era de 2,99 hab./km². De los 272 habitantes, el municipio de Western Mound estaba compuesto por el 97,06 % blancos y el 2,94 % eran de una mezcla de razas. Del total de la población el 0 % eran hispanos o latinos de cualquier raza.